# Gaston Compère
Gaston Compère (Conjoux, 27 november 1924 - Ukkel, 14 juli 2008) was een Belgische filoloog, (toneel)schrijver, essayist en dichter.

## (Literaire) werkzaamheden
Voor het behalen van zijn graad van doctor in de Romaanse filologie aan de Universiteit van Luik bestudeerde hij vooral de aspecten grammatica en stilistiek. Vervolgens gaf hij les aan het Atheneum van Elsene. Op literair gebied brak hij op rijpere leeftijd - halverwege de jaren 70 - door. Compère beheerste het hele scala aan literaire genres - essay, poëzie, roman, novelle en toneel - en beschikte over een geheel eigen stijl waardoor hij nauwelijks in te delen is. Afkomstig uit de Condroz, geldt hij voor Franstaligen als de belangrijkste schrijver van dit laagheuvelige voorland van de Ardennen. Hij is echter nagenoeg onbekend in niet-Franstalige Belgische kringen.
Voor zijn roman Portrait d'un roi dépossédé uit 1978 kreeg hij in datzelfde jaar de Prix Victor Rossel. Voor zijn gehele oeuvre ontving hij in 1988 uit handen van de Internationale Federatie van Franse Schrijvers de Grand Prix international d'expression française.
Gaston Compère overleed op 83-jarige leeftijd.

## Werk
- 1969 – Géométrie de l’absence
- 1974 – Sept machines à rêver
- 1975 – La Femme de Putiphar
- 1976 – Écrits de la caverne
- 1978 – Portrait d’un roi dépossédé
- 1979 – L'Office des ténèbres
- 1980 – Jean-Sébastien Bach
- 1981 – Les Griffes de l'ange
- 1983 – Lieux de l’extase
- 1983 – La Constellation du serpent
- 1983 – Profération de la parole perdue
- 1985 – Je soussigné Charles le Téméraire
- 1985 – Les Eaux de l'Achéron
- 1986 – Robinson 86
- 1987 – De l’art de parler en public pour ne rien dire
- 1988 – Anne de Chantraine ou La naissance d'une ombre
- 1990 – Maurice Maeterlinck
- 1991 – Bloemardinne ou Du séraphique amour
- 1992 – Cimmérie – Divagation à travers un paysage
- 1995 – Nuit de ma nuit
- 1997 – Le Serpent irisé
- 1998 – In Dracula memoriam – Chronique vampirique vénitienne, parisienne et condruziënne
- 2000 – Une enfance en Condroz
- 2003 – La musique énigmatique
- 2004 – Lux Mea, anthologie poétique et arbitraire
- 2005 – Je soussigné Louis XI
- 2006 – Caroline et Monsieur Ingres